# Lead, Kindly Light

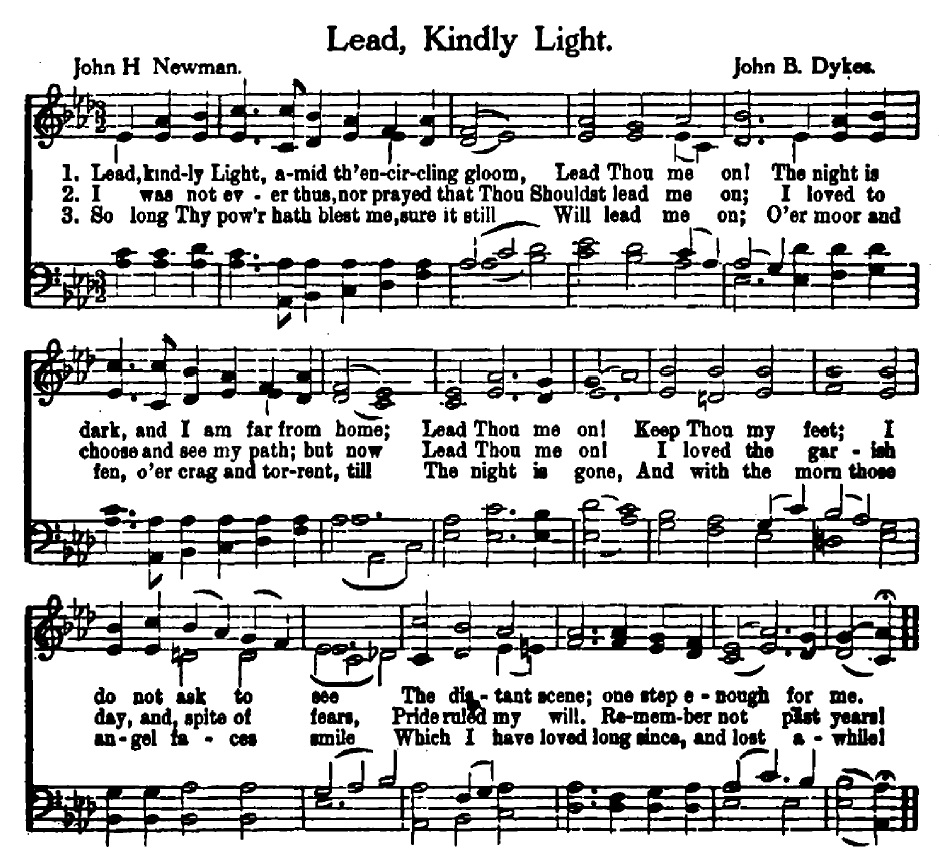
partition de Lead, kindly Lightning de John Henry Newman composé par John Bacchus Dykes

Lead, Kindly Light  est un poème écrit en 1833 par John Henry Newman, après sa maladie en Sicile, lors de son retour en Angleterre, sur le bateau qui le ramène vers Marseille, encalminé au large de Bonifacio.
Ce poème publié devient un hymne religieux, et très vite une chanson sur l'air de Lux Benigna, composée par John Bacchus Dykes en 1865. Cet hymne est prié tant par les catholiques que les anglicans.

## Lead, Kindly Light
Lead, kindly Light, amid th’encircling gloom, lead Thou me on!

The night is dark, and I am far from home; lead Thou me on!

Keep Thou my feet; I do not ask to see

The distant scene; one step enough for me.

I was not ever thus, nor prayed that Thou shouldst lead me on;

I loved to choose and see my path; but now lead Thou me on!

I loved the garish day, and, spite of fears,

Pride ruled my will. Remember not past years!

So long Thy power hath blest me, sure it still will lead me on.

O’er moor and fen, o’er crag and torrent, till the night is gone,

And with the morn those angel faces smile, which I

Have loved long since, and lost awhile!

## Traduction
Le poème a été traduit en français:
Conduis-moi, douce lumière, parmi l'obscurité qui m'environne, conduis-moi !

La nuit est sombre, et je suis loin du foyer, conduis-moi !

Garde mes pas ; je ne demande pas à voir

Les scènes éloignées : un seul pas est assez pour moi

Je n'ai pas toujours été ainsi : je n'ai pas toujours prié que tu me conduises ;

J'aimais choisir et voir mon chemin, mais maintenant conduis-moi.

J'aimais le jour éclatant, et, malgré mes craintes,

L'orgueil dominait mon vouloir : ne te souviens pas des années passées.

Aussi longtemps que Ta puissance m'a béni, aussi longtemps elle me conduira encore,

À travers landes et marécages, rochers et torrents, jusqu'à ce que la nuit s'achève

Et qu'avec ce matin sourient ces visages angéliques

Que j'ai longtemps aimés et perdus pour une heure.

## Anecdotes
Lead, kindly Light a été chanté par un soliste sur le Titanic, lors d'un rassemblement autour du pasteur Ernest C. Carter peu avant de couler le 14 avril 1912.
Le chanteur anglais Aled Jones a repris Lead, kindly Light dans un de ses albums
L'actrice Eliza Dushku a, tatoué sur sa hanche, «Lead, Kindly Light»

## Sources
- (en) Cet article est partiellement ou en totalité issu de l’article de Wikipédia en anglais intitulé « Lead, Kindly Light » (voir la liste des auteurs).